# Wilfred Mugeyi
Wilfred Mugeyi (ur. 4 lipca 1969 w Harare) – zimbabwejski piłkarz grający na pozycji napastnika. Jest bratem-bliźniakiem Williama Mugeyi, także byłego reprezentanta kraju.

## Kariera klubowa
Karierę piłkarską Mugeyi rozpoczął w klubie Black Aces Harare. W jego barwach zadebiutował w 1991 roku w zimbabwejskiej Premier League. Grał w nim do 1994 roku, a na początku 1995 przeszedł do izraelskiego Maccabi Hajfa, w którym występował przez rok.
Jeszcze latem 1995 roku Mugeyi został zawodnikiem południowoafrykańskiego klubu Bush Bucks FC z miasta Umtata. W latach 1995–1996 grał w nim w pierwszej lidze, a od 1997 - w nowo powstałej Premier Soccer League. Przez 8 lat był podstawowym zawodnikiem zespołu. W 286 ligowych w spotkaniach strzelił 128 goli. W 2000 roku był wypożyczony do chińskiego Shenyang Haishi, ale rozegrał tylko jedno spotkanie w chińskiej Super League.
Latem 2003 roku Mugeyi przeszedł z Bush Bucks do Ajaksu Kapsztad. W sezonie 2003/2004 wywalczył z nim wicemistrzostwo Republiki Południowej Afryki. W Ajaksie grał do końca 2005 roku, a na początku 2006 odszedł do Free State Stars FC z miasta Bethlehem. W połowie tamtego roku zakończył karierę piłkarską.
| Sezon   | Klub                | Kraj              | Rozgrywki      | Mecze | Bramki |
| ------- | ------------------- | ----------------- | -------------- | ----- | ------ |
| 1991    | Black Aces Harare   | Zimbabwe          | Premier League | ?     | ?      |
| 1992    | Black Aces Harare   | Zimbabwe          | Premier League | ?     | ?      |
| 1993    | Black Aces Harare   | Zimbabwe          | Premier League | 30    | 12     |
| 1994    | Black Aces Harare   | Zimbabwe          | Premier League | 28    | 10     |
| 1994/95 | Maccabi Hajfa       | Izrael            | Liga Leumit    | 12    | 2      |
| 1995    | Bush Bucks FC       | Południowa Afryka | Premier League | 26    | 22     |
| 1996    | Bush Bucks FC       | Południowa Afryka | Premier League | 37    | 19     |
| 1997/98 | Bush Bucks FC       | Południowa Afryka | Premier League | 37    | 19     |
| 1998/99 | Bush Bucks FC       | Południowa Afryka | Premier League | 42    | 16     |
| 1999/00 | Bush Bucks FC       | Południowa Afryka | Premier League | 40    | 20     |
| 2000    | Shenyang Haishi     | Chiny             | Super League   | 1     | 0      |
| 2000/01 | Bush Bucks FC       | Południowa Afryka | Premier League | 36    | 12     |
| 2001/02 | Bush Bucks FC       | Południowa Afryka | Premier League | 40    | 15     |
| 2002/03 | Bush Bucks FC       | Południowa Afryka | Premier League | 28    | 15     |
| 2003/04 | Ajax Kapsztad       | Południowa Afryka | Premier League | 28    | 7      |
| 2004/05 | Ajax Kapsztad       | Południowa Afryka | Premier League | 17    | 4      |
| 2005/06 | Ajax Kapsztad       | Południowa Afryka | Premier League | 12    | 2      |
| 2005/06 | Free State Stars FC | Południowa Afryka | Premier League | 12    | 5      |

## Kariera reprezentacyjna
W reprezentacji Zimbabwe Mugeyi zadebiutował w 1992 roku. W 2004 roku został powołany do kadry na Puchar Narodów Afryki 2004. Tam rozegrał 3 mecze: z Egiptem (1:2), z Kamerunem (3:5) oraz z Algierią (2:1).